# Monthly Shōnen Sunday
Monthly Shōnen Sunday (月刊少年サンデー, Gekkan Shōnen Sandē), também conhecida como Get the Sun (ゲッサン, Gessan), é uma revista mensal de mangás shōnen publicada pela Shogakukan desde 12 de maio de 2009. O lançamento da revista foi anunciado em fevereiro de 2009, com Hayashi Masato como o editor.

## Séries atuais
| Título da série                                            | Autor               | Início            |
| ---------------------------------------------------------- | ------------------- | ----------------- |
| Aoi Honoo (アオイホノオ)                                   | Shimamoto Kazuhiko  | 2007              |
| Asagiro (アサギロ ～浅葱狼～)                              | Hiramatsu Minoru    | Maio de 2009      |
| Ayashiya (あやしや)                                        | Banno Mutsumi       | Fevereiro de 2012 |
| Dai-13 Hokenshitsu (第13保健室)                            | Aoyagi Takao        | Maio de 2014      |
| Hitoribocchi no Chikyuu Shinryaku (ひとりぼっちの地球侵略) | Ogawa Maiko         | Março de 2012     |
| Houkago Saikoro Club (放課後さいころ倶楽部)                | Nakamichi Hiroo     | Março de 2013     |
| Idol A (アイドルA)                                         | Adachi Mitsuru      | Agosto de 2005    |
| Itsuka Sora kara (いつか空から)                            | Nishimori Hiroyuki  | Julho de 2010     |
| Kaiou Dante (海王ダンテ)                                   | Izumi Fukurou       | Dezembro de 2015  |
| Karakai Jouzu no Takagi-san (からかい上手の高木さん)       | Yamamoto Souichirou | Junho de 2012     |
| Manekoi (まねこい)                                         | Mori Taishi         | Novembro de 2009  |
| Mix (MIX ミックス)                                         | Adachi Mitsuru      | Maio de 2012      |
| Nobunaga Concerto (信長協奏曲〈コンツェルト〉)             | Ishii Ayumi         | Maio de 2009      |

## Séries finalizadas
- Tetsugaku Letra
- Koko ga Uwasa no El Palacio
- Fudatsuki no Kyouko-chan
- Shinobi no Kuni
- Q and A
- 6 no Trigger
- Bullet Armors
- The!! Beach Stars
- Hallelujah Overdrive!
- Waltz
- Les Misérables
- Lindbergh
- Takeo-chan Bukkairoku
- Vanilla Fiction
- Toaru Hikuushi e no Tsuioku
- Full Swing
- The iDOLM@STER Million Live!
- Kuchibiru ni Uta wo
- Yoshitoo-sama!
- Kirisaki Walter
- Tokisaka-san wa Boku to Chikyuu ni Kibishisugiru.
- Shuumatsu Fuuki Iinkai
- Aoni no Sora ni Ryuu wa Naku
- Yongen no Elegy
- Tsuki no Hebi: Suikoden Ibun
- Adandai: Youkai Eshiroku Hana no Nishikie
- Makoto no Ouja